# Totebo
Totebo is een plaats in de gemeente Västervik in het landschap Småland en de provincie Kalmar län in Zweden. De plaats heeft 256 inwoners (2005) en een oppervlakte van 50 hectare.

## Verkeer en vervoer
Door de plaats loopt de spoorlijn Hultsfred - Västervik.